# Eugenia papayoensis
Eugenia papayoensis är en myrtenväxtart som beskrevs av Ignatz Urban. Eugenia papayoensis ingår i släktet Eugenia och familjen myrtenväxter. Inga underarter finns listade i Catalogue of Life.